# Азми, Халиль
Халиль Азми (араб. خليل عزمي‎, 23 августа 1964) — марокканский футболист, выступавший на позиции вратаря за сборную Марокко.

## Клубная карьера
Халиль Азми начинал свою карьеру футболиста в марокканском клубе «Видад». Вместе с ним он три раза становился чемпионом Марокко, а также в 1989 году выиграл кубок страны. В 1992 году он перешёл в стан принципиальнейшего соперника «Видада», в «Раджу» из Касабланки, а в 1994 году отправился в США, где защищал ворота команд низших лиг.
В 1996 году на драфте МЛС Азми был выбран в 14-м раунде клубом «Колорадо Рэпидз», но не играл за него в официальных матчах и был отдан в аренду команде «Нью-Йорк Февер» в А-лиге. В 1997 году марокканец выступал за «Чарлстон Бэттери», а в 1998 году — за «Херши Уайлдкэтс». В 1997—1999 годах Азми играл за команду из Балтимора в шоубол.

## Карьера в сборной
Халиль Азми играл за сборную Марокко на Кубке африканских наций 1992 года в Сенегале, где провёл за неё два матча: группового этапа с Камеруном и Заиром.
Вратарь был включён в состав национальной команды на чемпионат мира по футболу 1994 года в США, где защищал ворота в двух играх марокканцев на турнире: с Бельгией и Саудовской Аравией.

## Достижения
Видад Касабланка
- Чемпион Марокко (3): 1985/86, 1989/90, 1990/91
- Обладатель Кубка Марокко (1): 1988/89